# 리타 그레이
리타 그레이(Lita Grey, 1908년 4월 15일 ~ 1995년 12월 29일)는 미국의 배우이다.

## 영화
- 유한계급 (1921년)
- 키드 (1921년)